# شاهو عندلیبی
شاهو عندلیبی (زادهٔ ۱۵ تیر ۱۳۵۳ در سنندج) موسیقیدان، آهنگساز و نوازنده نی اهل ایران می‌باشد. وی استاد دانشگاه در رشته موسیقی ایرانی است.

## زندگی هنری
شاهو عندلیبی از کودکی زیر نظر پدرش، ایرج عندلیبی، به یادگیری موسیقی سنتی و آوازها و مقام‌های کردی پرداخت. نی و ردیف میرزا عبدالله را نزد جمشید عندلیبی فراگرفت. او همچنین در زمینهٔ بداهه‌نوازی و گروه‌نوازی نزد مجید درخشانی دوره دیده و از محضر محمدرضا شجریان نیز در جواب آواز استفاده کرده‌است. شاهو عندلیبی فارغ‌التحصیل کارشناسی ارشد موسیقی از دانشگاه هنر است.

او از سال ۱۳۷۱ تا ۱۳۷۵ با گروه مولانا (به سرپرستی محمدجلیل عندلیبی)، از سال ۱۳۷۸ تا ۱۳۸۰ با گروه تنبور شمس (به سرپرستی کیخسرو پورناظری) و با گروه‌های خورشید و ماه و بعدتر شهناز (هردو به سرپرستی مجید درخشانی) از زمان تأسیس تاکنون همکاری داشته‌است. فعالیت‌های دیگر: اجرای کنسرت، به عنوان خواننده، در گروه عندلیبی (اولین فستیوال موسیقی کردی، کردستان عراق- ۱۳۸۲)؛ همکاری با محمدرضا شجریان (گروه آوا) در کنسرت غوغای عشقبازان (اصفهان- ۱۳۸۶)؛ اجرای کنسرت‌های متعدد در داخل و خارج از کشور به همراه گروه خورشید و ماه (اجلاس سران شانگهای در کشور چین، کنسرت در کاخ ورسای فرانسه، بزرگداشت مولانا در یونسکو، کنسرت در کشور روسیه و کنسرت‌های متعدد در کشورهای آلمان، دانمارک و فرانسه) به صورت هم‌نوازی به همراه مجید درخشانی و اجرای کنسرت در تورهای متعدد به همراه گروه شهناز و محمدرضا شجریان (ایران، اروپا، آمریکا، کانادا، استرالیا، لبنان و ترکیه).

## آلبوم‌ها و آثار
عندلیبی در تولید آلبوم‌های متعددی نیز همکاری داشته‌است که از جملهٔ مهم‌ترین آنها می‌توان به آلبوم‌های رندان مست و مرغ خوشخوان (هردو با صدای محمدرضا شجریان) اشاره کرد. آلبوم کردی کنسرت گروه قمر (اجرا در تالار وحدت؛ و به یاد استاد ایرج عندلیبی) با خوانندگی و تنظیم او منتشر شده‌است.
آثار و آلبوم‌های ساخته شده توسط شاهو عندلیبی:
- آلبوم نشمیل نشمیل با آهنگسازی و خوانندگی شاهو عندلیبی[۶][۷][۸]
- آلبوم شوانی شوانی با آهنگسازی و خوانندگی شاهو عندلیبی[۹]

همکاری در آلبومها و کنسرت‌ها:
همکاری به صورت گروه نوازی و تکنوازی در تولید آلبومهای منتشر شده و در حال انتشار به نام‌های:
فصل باران، آسمانه، گنج نهان، بودن و سرودن و دیدارها، مستان سلامت می‌کنند، نیشتمان، سکوت، چوپی، چاووشی، لحظه ناب، ترنجستان، خیال‌انگیز، بی دل، رندان مست با صدای استاد محمدرضا شجریان، مرغ خوشخوان با صدای استاد محمدرضا شجریان، آلبوم تصویری کنسرت دبی در سالن شیخ راشد به همراه گروه شهناز و استاد محمدرضا شجریان.
- آلبوم نی و ارکستر به آهنگسازی استاد مجید درخشانی به نام «نا»
- آلبوم کردی کنسرت گروه قمر در تالار وحدت به یاد زنده یاد استاد ایرج عندلیبی با تنظیم و صدای شاهو عندلیبی
- کنسرت مشترک شاهو عندلیبی و فرج علیپور در تالار وحدت (۳ شهریور ۱۳۹۴)[۱۰]